# John Wipp

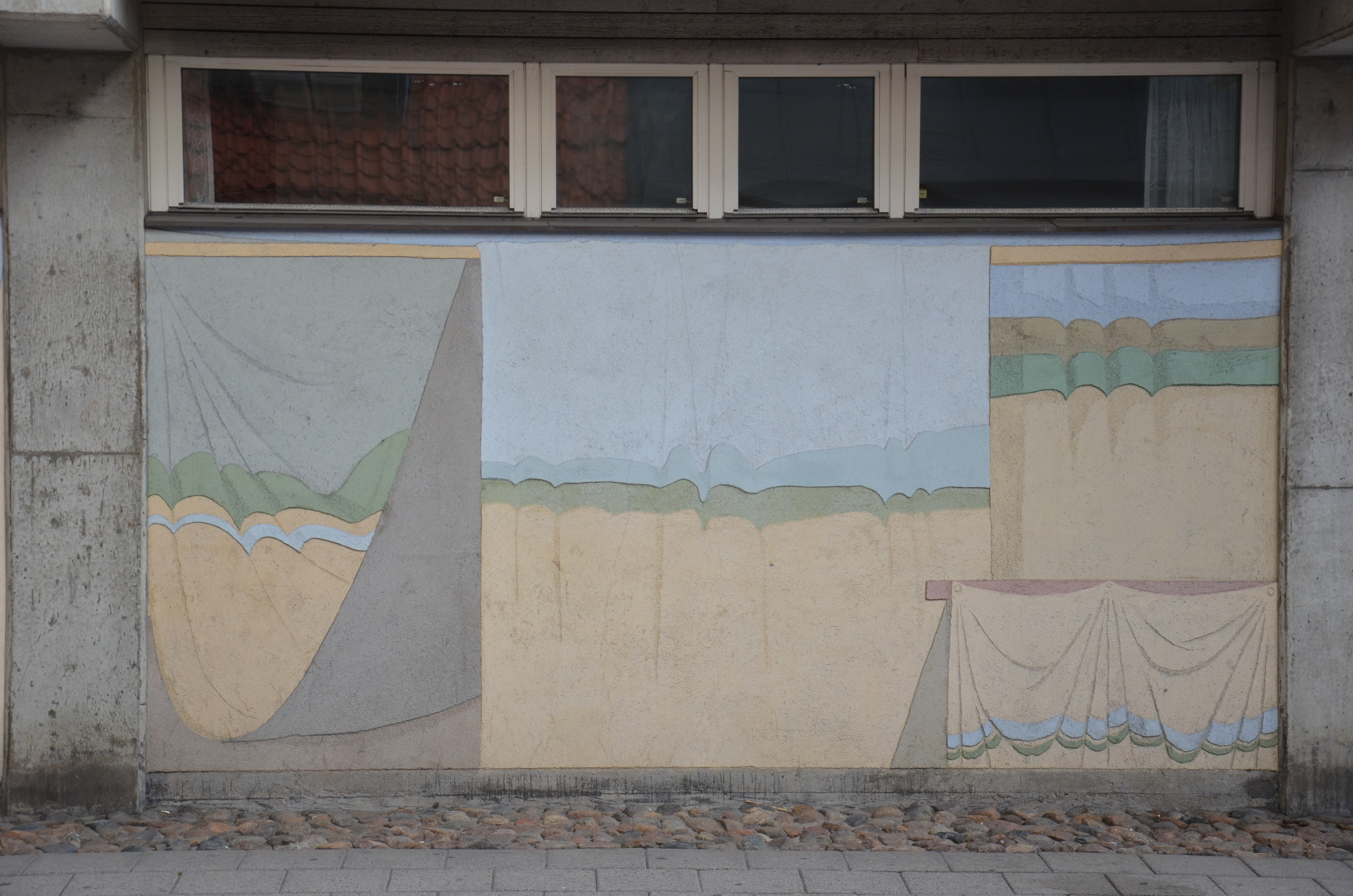
Draperilandskap, Stora Södergatan i Lund

John Olov Wipp, född 31 oktober 1927 i Brännkyrka församling i Stockholm, död 1 juni 2005 i Lunds Allhelgonaförsamling, var en svensk målare, tecknare, grafiker och poet.

## Biografi
John Wipp var son till muraren Anders Wipp (Wipp Anders Olsson) och Sommar Kristina Samuelsson samt tvillingbror till fotografen Erik Wipp. Efter att han utbildat sig till instrumenttekniker vid Stockholms stads yrkesskolor 1941–1944 studerade han muralmåleri för Tor Hörlin vid Högre konstindustriella skolan 1946–1952, konstakademin i Florens höstterminen 1953 där han fortsatte sina studier i muralmåleri och Slade School of Fine Art i London 1959.. Redan som nyutexaminerad från Högre konstindustriella skolan 1952 fick han sin första stora monumentala uppgift med en väggmålning i tempera och stucco lustro för Bollstabruks skola i Ångermanland. Han knöts som lärare till det konstnärskollektiv som verkade i villa Thalassa i Helsingborg 1954. Under sin tid vid konstnärskollektivet utförde han 1955 en dekorativ glasmosaik till Husensjö skola i Helsingborg. Han utförde en större sgraffitomålning med plugghästar för folkskolan i Klippan 1956 och en monumentalutsmyckning i Västra Skävlinge församlingshem i Malmö 1957 samt en mosaik för badhuset i Kiruna 1958. 
Wipp var professor vid Kungliga Konsthögskolan i Stockholm. Han har gjort flera offentliga utsmyckningar såsom väggmosaiker och emaljmålningar, bland annat Svaneskolans aula i Lund (riven 2020), där hela rummet utgjorde konstverket. Bland hans övriga offentliga arbeten märks mosaiker för höghus i Limhamn 1961 och lasarettet i Trelleborg 1963, utsmyckning av Rosengårdsområdet i Malmö 1966, emaljutsmyckningar för Karolinska sjukhuset radiofysiska institution och Björnkullahemmet för psykiskt efterblivna 1965. 
Wipps konstnärsgärning varade i mer än sex decennier. I mångtydiga och symbolrika bilder med fragment av verkligheten har han sökt tolka vårt förhållande till en hotfull värld. Separat ställde han bland annat ut Malmö, Kiruna, Lund, Värnamo och på Galerie God Konst i Göteborg, Krognoshuset samt på Arkiv för dekorativ konst i Lund och Gummesons konsthall och Galleri Observatorium i Stockholm. Tillsammans med Gudrun Arninge och Richard Björklund ställde han ut i Umeå 1950 och tillsammans med Rune Svensson ställde han ut i Örebro 1954 samt tillsammans med Nils-Folke Knafve och Gösta Lindqvist i Nässjö. Tillsammans med konstnärskollektivet från villa Thalassa medverkade han i utställningen Tre från Thalassa som visades i Malmö 1954, och han medverkade i Sveriges allmänna konstförenings salonger i Stockholm 1948–1954 och var under 1950-talet representerad i de flesta av Nationalmuseums utställningar Unga tecknare. Under 1950- och 1960-talen var han en regelbunden utställare i Skånes konstförenings höstsalonger i Malmö och Lund samt Helsingborgs konstförenings utställningar på Vikingsberg konstmuseum. Han var representerad i Nordiska konstförbundets utställningar i Göteborg 1957, Trondheim 1965 och Liljevalchs konsthalls Stockholmssalong 1963. Med konstnärsgruppen Inter ställde han ut i Köpenhamn, Oslo, Bryssel, Florens och Venedig. Han var representerad i flera vandringsutställningar med grafisk konst som visades i Europa, Afrika och Amerika. Wipp är representerad vid bland annat Moderna museet, Malmö museum, Helsingborgs museum, Lunds universitets konstmuseum, Norrköpings Konstmuseum, Arkiv för dekorativ konst och Brooklyn Museum i New York.      
John Wipp gifte sig 1960 med Anne de Laval Wipp (född 1931, död 2023), dotter till kammarrättsrådet Gustaf de Laval och Märta Bildt samt sondotter till uppfinnaren Gustaf de Laval. De fick barnen Patrik (född 1961) och Philippa (född 1965).

## Priser
- Carl Larsson-stipendiet 1958
- Maria Leander-Engströms tecknarstipendium 1958
- Skånes konstförenings stipendium 1960
- Ellen Trotzigs stipendium 1960
- Ester Lindahls stipendium 1961–1962
- Lunds stads kulturstipendium 1963
- Edstrandska stiftelsens konststipendium 1961[9]
- Staztens mindre arbetsstipendier 1967
- Lunds kulturpris år 2002[10]